# Law & Order: Legacies
Law & Order: Legacies — эпизодический графический квест, основанный на франшизе «Закон и порядок». Он был разработан Telltale Games и первоначально был объявлен как Law & Order: Los Angeles, но название было изменено, чтобы включать любимых персонажей фанатов из всего цикла франшизы «Закон и порядок». Среди них Рей Кертис, Ленни Бриско, Анита Ван Бурен, Эбби Кармайкл, Джек Маккой, Майк Логан, Майкл Каттер и Адам Шифф из «Закон и порядок», а также Оливия Бенсон из «Закон и порядок: Специальный корпус».
Всего было выпущено семь эпизодов, с первыми двумя эпизодами, выпущенными одновременно на iOS 22 декабря 2011. Остальные пять эпизодов, а также версии для Windows и Mac OS X были выпущены весной 2012 года. Как и в предыдущих трех играх по сериалу «Закон и порядок», это графический квест, который отражает сериал, в котором присутствуют как процессуальные, так и полицейские части судебного процесса. Игра была снята с продажи на цифровых платформах после того, как Telltale Games решила не продлевать свое соглашение о цифровом распространении с владельцами лицензий.

## Эпизоды
Law and Order: Legacies состоит из семи эпизодов, выпущенных в течение четырёх месяцев.
| Эпизод | Автор                       | Дата выхода эпизода                                       |
| --- | --------------------------- | --------------------------------------------------------- |
| |                             |                                                           |
| Эпизод 1: Месть (Revenge) | Райан Кауфман               | 22 декабря 2011 г. (iOS) 24 января 2012 г. (Windows/OS X) |
| Заметки: - Детектив Рей Кертис расследует убийство горничной в 5-звездочном отеле с помощью Оливии Бенсон из Специального корпуса.  |                             |                                                           |
| |                             |                                                           |
| Эпизод 2: Дом к Русту (Home to Roost)                                                                                               | Арье Каплан и Энди Хартцелл | 22 декабря 2011 г. (iOS) 24 января 2012 г. (Windows/OS X) |
| Заметки: - В 1999 году Рей Кертис и Ленни Бриско проводят расследование, когда обнаруживают тело с раной на бедре.                  |                             |                                                           |
| |                             |                                                           |
| Эпизод 3: Убийца Смарт (Killer Smart)                                                                                               | Эд Куэнел и Райан Кауфман   | 6 января 2012 г. (iOS) 24 января 2012 г. (Windows/OS X)   |
| Заметки: - Детектив Майк Логан консультируется с 27-м участком, когда он исследует ряд сброшенных тел в Лонг-Айленде.               |                             |                                                           |
| |                             |                                                           |
| Эпизод 4: Ничьё дитя (Nobody’s Child)                                                                                               | Энди Хартцелл               | 20 января 2012 г. (iOS) 18 февраля 2012 г. (Windows/OS X) |
| Заметки: - В канун Нового 1999 года избитое тело молодого мальчика найдено в переулке.                                              |                             |                                                           |
| |                             |                                                           |
| Эпизод 5: Свидетель Голоса (Ear Witness)                                                                                            | Эд Куэнел и Райан Кауфман   | 9 февраля 2012 г. (iOS) 18 февраля 2012 г. (Windows/OS X) |
| Заметки: - Женщина убита, и единственным свидетелем является её слепой сын, который может узнать подозреваемого по звуку их голоса. |                             |                                                           |
| |                             |                                                           |
| Эпизод 6: Побочные эффекты (Side Effects)                                                                                           | Энди Хартцелл               | 25 февраля 2012 г. (iOS) 29 марта 2012 г. (Windows/OS X)  |
| Заметки: - Расследование убийства в подготовительной школе раскрывает темную тайну, которую скрывают родители и преподаватели.      |                             |                                                           |
| |                             |                                                           |
| Эпизод 7: Разрешение (Resolution)                                                                                                   | Райан Кауфман               | 26 марта 2012 г. (iOS) 29 марта 2012 г. (Windows/OS X)    |
| Заметки: - Элемент, который связывает дела вместе, раскрывается, как и главный виновник.                                            |                             |                                                           |

## Отзывы
| Сводный рейтинг    | Сводный рейтинг |
| Агрегатор          | Оценка          |
| ------------------ | --------------- |
| GameRankings       | 54,70 %         |
| Metacritic         | 53/100          |
| Иноязычные издания |                 |
| Издание            | Оценка          |
| GameSpot           | 5/10            |
| PALGN              | 4,5/10          |

Law & Order: Legacies получил смешанные и негативные отзывы от критиков после выпуска. На Metacritic игра имеет оценку 53/100 для версии для ПК на основе 10 обзоров, что указывает на «смешанные или средние отзывы».